# Zoo de Francfort-sur-le-Main
Le Zoo de Francfort (Zoo Frankfurt) est un parc zoologique allemand situé en Hesse, à Francfort-sur-le-Main. Fondé en 1858, il est le deuxième plus ancien du pays, après le Jardin zoologique de Berlin. La station de métro Zoo est située juste devant l'entrée principale.